# 馬鞍峰教會
馬鞍峰教會（Saddleback Church）是一个浸礼宗福音派巨型教会，位于美国加州南部橙县南部森林湖（Lake Forest），隶属于美南浸信会。它在在加州和全世界有数个分堂。2017年每週出席人数平均超过22,000人。主任牧师为华理克。

## 历史

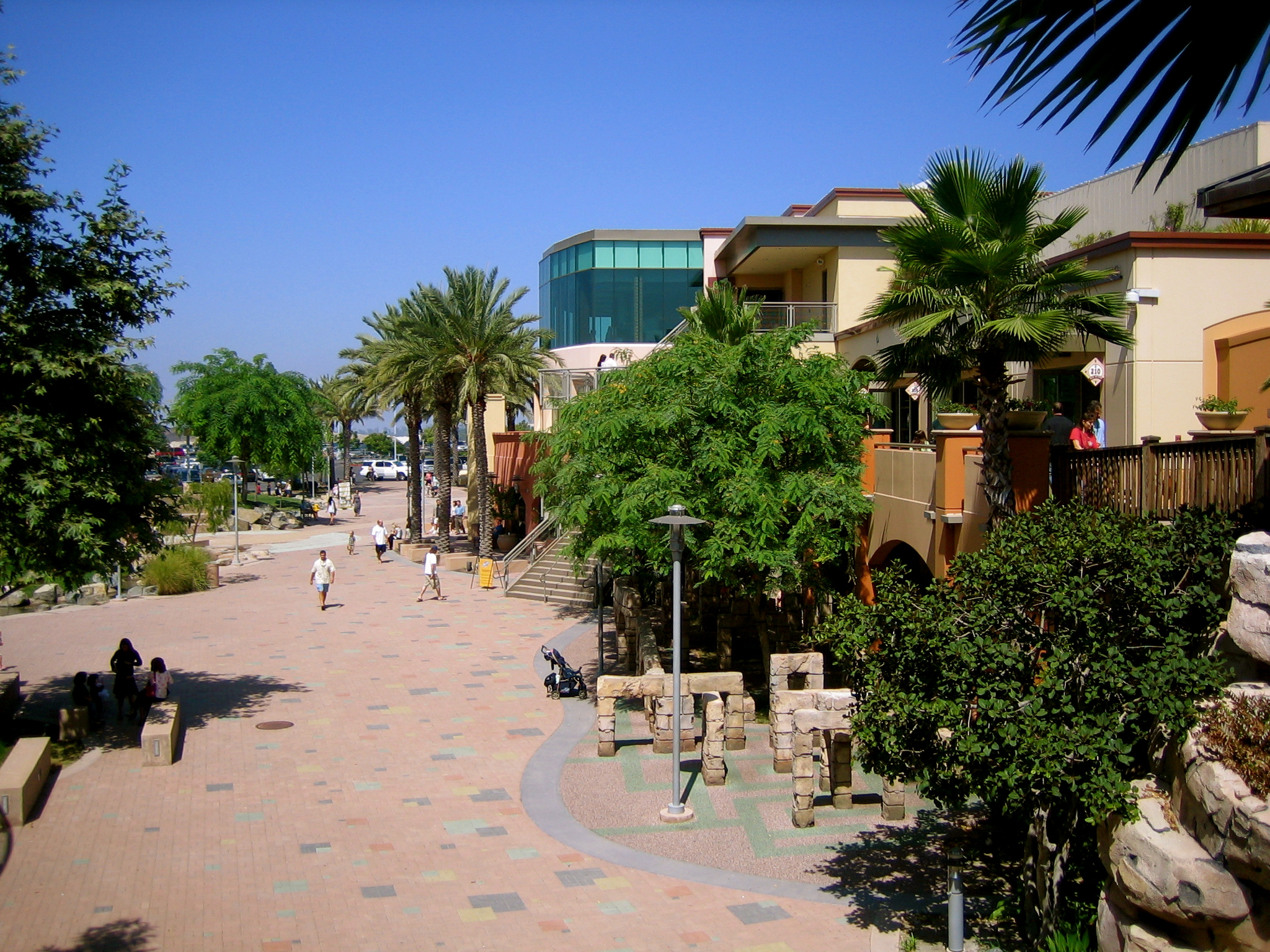

1979年，25的华理克（Rick Warren）从神学院毕业后不久，和妻子华凯怡（Kay Warren）来到橙县马鞍峰定居。 